# Attila Valter
Attila Valter (* 12. Juni 1998 in Budapest) ist ein ungarischer Radrennfahrer, der vorrangig Rennen im Straßenradsport bestreitet.

## Sportlicher Werdegang
Der Vater von Attila Valter, Tibor, war ebenfalls Radsportler und ist zudem als Trainer tätig. Der Sohn begann mit dem Mountainbiken; sein Traum war es, in dieser Disziplin bei Olympischen Spielen zu starten. Er musste jedoch erkennen, dass in Ungarn die Möglichkeiten für Mountainbikesport eingeschränkt sind. Deshalb wechselte er zum Straßenradsport.
2016 wurde Attila Valter ungarischer Junioren-Meister im Mountainbike-Cross Country. 2018 erhielt er seinen ersten Vertrag beim ungarischen UCI Continental Team Pannon Cycling. Im selben Jahr wurde er ungarischer U23-Meister im Straßenrennen und im Einzelzeitfahren.
2019 wechselte Valter zum CCC Development Team. Er entschied jeweils eine Etappe der Istrian Spring Trophy und der Tour de l’Avenir für sich sowie den Grand Prix Cycliste de Gemenc I. Ebenfalls 2019 wurde er ungarischer Meister im Einzelzeitfahren der Elite. Im Folgejahr stieg er vom Farmteam zum UCI WorldTeam CCC auf, für das er die Ungarn-Rundfahrt, nachdem er im Jahr zuvor den dritten Platz in der Gesamtwertung belegt hatte. 2020 startete Valter bei seiner ersten Grand Tour und belegte beim Giro d’Italia Platz 27 in der Gesamtwertung. Im Herbst gewann er eine Etappe der Ungarn-Rundfahrt.
2021 und 2022 fuhr Valter für Groupama-FDJ, als erster Ungar in diesem Team während dessen 24-jährigen Bestehens. In seinem ersten Jahr für dieses Team bestritt er erneut den Giro d’Italia und übernahm auf der 6. Etappe vorübergehend die Gesamtführung. Damit war er der erste Ungar, der die Maglia Rosa errang. Er startete bei den Olympischen Sommerspielen in Tokio im Straßenrennen, das er jedoch nicht beenden konnte. 2022 wurde er Vierter des UCI-WorldTour-Rennens Strade Bianche und erstmals nationaler Meister im Straßenrennen.
Zur Saison 2023 schloss sich Valter dem Team Jumbo-Visma an und wurde Fünfter bei Strade Bianche, bei der Tour of Norway belegte er den vierten Platz in der Gesamtwertung. Im Juni sicherte er sich beide Titel bei den nationalen Meisterschaften. Bei der Vuelta a España 2023 gehörte er zur Mannschaft von Jumbo-Visma, die den Dreifacherfolg mit Sepp Kuss als Sieger herausfuhr. 2024 fuhr er erneut den Giro d’Italia, ohne vordere Resultate, und wurde zum dritten Mal in Folge ungarischer Meister im Straßenrennen.

## Erfolge
2016
- Ungarischer Junioren-Meister – MTB-Cross-Country

2018
- Ungarischer U23-Meister – Straßenrennen, Einzelzeitfahren

2019
- eine Etappe Istrian Spring Trophy
- Nachwuchswertung Belgrad-Banja Luka
- Nachwuchswertung Bałtyk-Karkonosze Tour
- eine Etappe Tour de l’Avenir
- Grand Prix Cycliste de Gemenc I
- Ungarischer Meister – Einzelzeitfahren

2020
- Nachwuchswertung Tour des Alpes-Maritimes et du Var
- Gesamtwertung, eine Etappe und Bergwertung Ungarn-Rundfahrt

2022
- Ungarischer Meister – Straßenrennen

2023
- Ungarischer Meister – Einzelzeitfahren, Straßenrennen
- Mannschaftszeitfahren Burgos-Rundfahrt

2024
- Ungarischer Meister – Straßenrennen

## Grand Tour-Platzierungen
| Grand Tour            | 2020 | 2021 | 2022 | 2023 | 2024 |
| --------------------- | ---- | ---- | ---- | ---- | ---- |
| Giro d’ItaliaGiro     | 27   | 14   | 35   | –    | 22   |
| Tour de FranceTour    | –    | –    | –    | –    | –    |
| Vuelta a EspañaVuelta | –    | –    | –    | 22   | 25   |